# ドン・フランクス
ドン・ハーベイ・フランクス (Donald Harvey Francks、1932年2月28日〜2016年4月3日) は、カナダの俳優、ミュージシャン、歌手。

## 人物
トロントで生まれ、がんで死亡した。
結婚をしており、俳優でもあったクリー・サマーとレインボー・フランクスを含む5人の子供がいた。

## 出演作品

### 映画
- ファイヤーボール（Fast Company 1979）- エルダー
- 血のバレンタイン（My Bloody Valentine 1981）- ニュービー警察署長
- ロックン・ルール（Rock & Rule 1983）- モック
- 寂しい時は抱きしめて（Lie with Me 2005）- ジョシュア

テレビ
- ジェリコ　TVシリーズ　(フランク・シェパード)

### アニメ
- ガジェット警部
- イウォーク物語
- スター・ウォーズ ドロイドの大冒険
- ポリスアカデミー
- X-MEN
- ミステリー・グースバンプス
- ニキータ
- ドンキーコング